# Le femmine puntigliose
Le femmine puntigliose è una commedia in tre atti di Carlo Goldoni, scritta nel 1750 e recitata per la prima volta a Mantova nella primavera dello stesso anno. Fu quindi replicata a Milano e a Venezia.

## Trama
Palermo. La ricca borghese donna Rosaura, spalleggiata dal marito, il mercante Florindo, vuole a tutti i costi sedere in una conversazione di nobildonne palermitane, per potersene vantare una volta tornata al suo paese. La spiantata contessa Beatrice ed il vanitoso conte Lelio, lautamente compensati per i loro maneggi, brigano affinché Rosaura venga accettata dalle superbe dame Eleonora e Clarice, che per soldi accettano in privato ciò che però disdegnano apertamente in pubblico. 

## Poetica
Si tratta di una commedia di dura satira sociale, sulla scia del precedente La famiglia dell'antiquario, in cui Goldoni mette in ridicolo sia la smania arrivista piccolo borghese, sia la vacua boria aristocratica. Scrisse l'autore nella prefazione per l'edizione a stampa: Il puntiglio principalissimo su cui raggirasi la mia Commedia è quello di una Femmina ricca, la quale in mezzo a tutti i comodi della vita si crede infelice, se non può comparir fra le Dame. Io non credo, che possa darsi maggior pazzia di cotesta. La Nobiltà è un fregio grande, desiderabile da chicchessia, ma è quel tal fregio che unicamente può dalla nascita conseguirsi. Tutto l'oro del Mondo non è bastante a cambiar il sangue, e sarà sempre stimata più una Femmina doviziosa nel proprio rango, di quello possa ella sperare innalzandosi a qualche Ordine superiore.